# Guyana Defence Force
El Guyana Defence Force FD es un equipo de fútbol de Guyana que pertenece a la GFF Elite League, el torneo de clubes de fútbol más importante del país.

## Historia
El equipo fue fundado en el año 1965 en la capital Georgetown y lo componen principalmente jugadores miembros de la Fuerza Armada de Guyana. Ha sido campeón de Liga, en 3 ocasiones y también ha ganado 2 títulos de Copa local.
A nivel internacional ha participado en 2 torneos continentales, el primero de ellos fue el Campeonato de Clubes de la CFU del año 2010, donde fue eliminado en la Primera Ronda por el Alpha United FC de Guyana y el WBC de Surinam.

## Palmarés
- GFF Elite League: 3

2016/17, 2023, 2024
- Copa Mayors: 1

2009/10
- Copa NaHilCo: 1

2012
- Torneo Sweet 16: 0
  - Finalista: 2

2008, 2009

## Participación en competiciones de la Concacaf
Campeonato de Clubes de la CFU: 1 aparición
2010 - Primera Ronda